# Iglesia de la Cruz del Señor (Santa Cruz de Tenerife)
La Parroquia de la Cruz del Señor es una iglesia católica ubicada en el barrio de Cruz del Señor en el centro de la ciudad de Santa Cruz de Tenerife (Islas Canarias, España).

## Historia
El origen de la parroquia se remonta a una primitiva cruz de madera que estaba colocada desde época incierta en el antiguo camino que unía Santa Cruz con la ciudad de San Cristóbal de La Laguna.
El 15 de junio de 1940 fue creada la parroquia por el Obispo de Tenerife Albino González Menéndez-Reigada y se construyó un pequeño templo. Sin embargo este tuvo que ser sustituido en 1953 debido a que amenazaba ruina y así en 1964 a instancias del nuevo párroco, Juan Méndez Hernández, se culminó la reconstrucción del nuevo templo. Su interior no era de estilo neoclásico como el antiguo sino moderno, adquiriéndose además un gran Cristo crucificado de hierro de 4 metros de altura, obra del escultor lagunero José Abad quién también realizó la pila bautismal, los reclinatorios y los candelabros que se encuentran en el templo.
En la actualidad, la parroquia cuenta también con una Casa de Espiritualidad, ubicada en la calle Santiago Beyro n.º 15. El templo es la parroquia de los barrios de Cruz del Señor y El Perú. La fiesta principal de la parroquia es el 3 de mayo, día de la Santa Cruz.
El 20 de octubre de 2018, la imagen de la Virgen de Candelaria (Patrona de las Islas Canarias) realizó una visita a la Parroquia de la Cruz del Señor en su traslado de Santa Cruz a La Laguna con motivo del bicentenario de la Diócesis de Tenerife. La imagen fue recibida en la plaza parroquial en donde se le realizó un homenaje. La Virgen había visitado ya la parroquia en 1964.